# Sete Deuses da Sorte

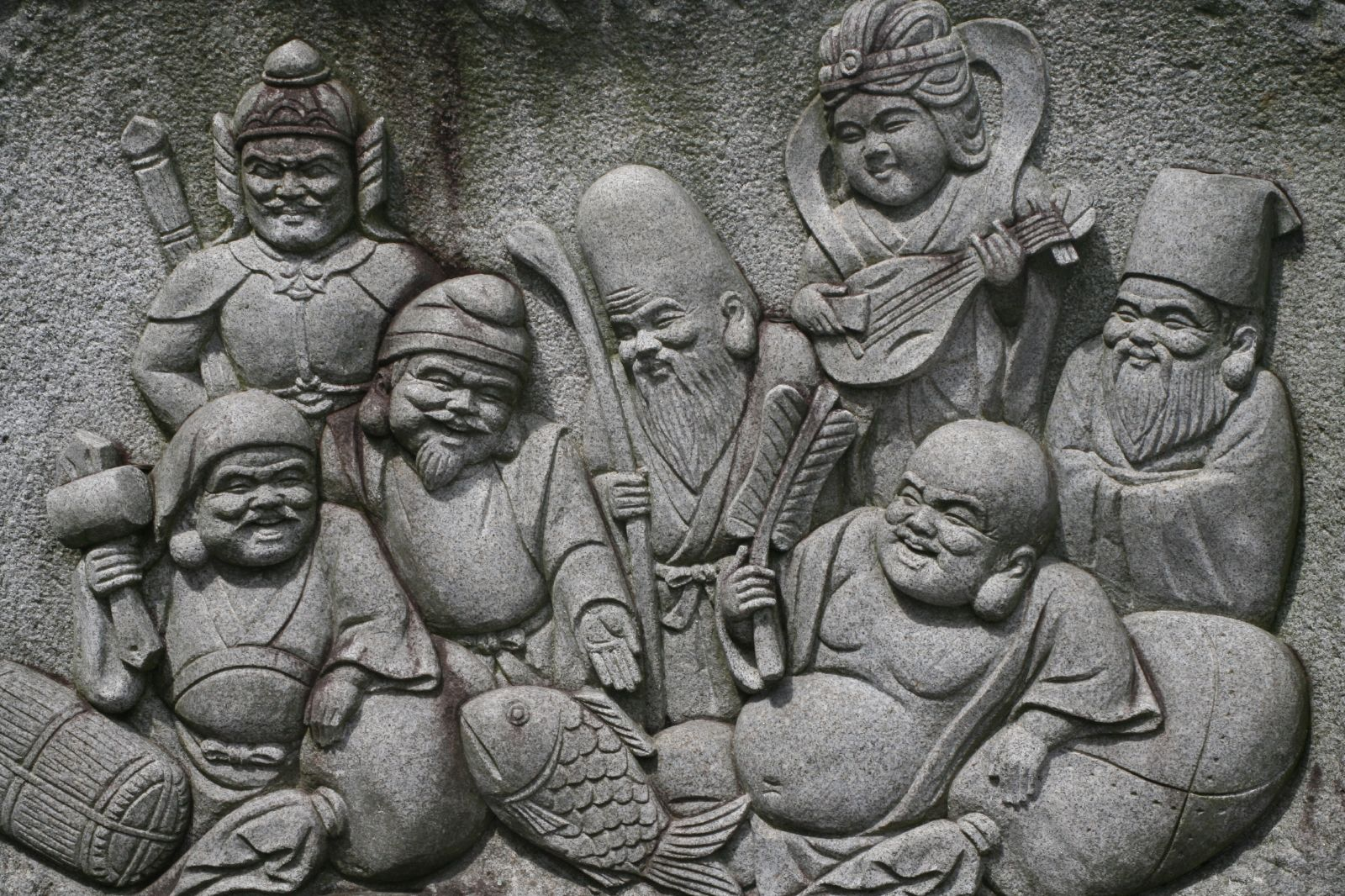
Da esquerda para a direita e de cima para baixo: Bishamon, Benzaiten, Daikoku, Ebisu, Fukurokyu, Hotei e Jurojin

Shichi Fukujin (七福神) são sete deuses de boa sorte (fortuna e felicidade) no xintoísmo, mitologia japonesa e folclore japonês. Costumam ser representados em conjunto, na forma de estátuas, miniaturas ou gravuras, às vezes a bordo do takarabune (barco dos tesouros).
Os japoneses consideram o sete um algarismo repleto de mistérios, da mesma forma que no Ocidente, onde temos os sete pecados capitais e as sete maravilhas do mundo.
No budismo japonês, há a crença de que a alma precisa reencarnar sete vezes até alcançar a iluminação espiritual, e que sete semanas de lamentação devem ser seguidas depois de um falecimento. Há também o costume de comer no dia 7 de janeiro o mingau de arroz temperado com nanakusa, as sete ervas da primavera. Arranjos com as sete flores do outono homenageiam a entrada dessa estação. No idioma japonês arcaico, o ideograma que representava a felicidade era formado por três números sete.

## Benzaiten
Benzaiten seria uma das duas mulheres do grupo, posto que quase nunca colocam Kuan Yin, que é a deusa da cura e da compaixão.
Benzaitein representa a arte e a delicadeza, sendo sempre representada com um instrumento musical nas mãos.
Seu estilo de combate no famoso templo Shaolin, em Henam, na China, prima por torções e quebramentos.

## Bishamonten
Bishamonten, por ser um dos quatro guardiões do budismo, usa trajes de guerra e segura uma lança em sua mão, às vezes com uma roda do fogo (halo).
A esse deus chinês muitas funções são atribuídas, mas na maior parte apresenta-se como um deus da guerra, distribuidor da riqueza. O tesouro nesse caso são os ensinamentos de Buda. Ele é o promotor dos missionários das palavras de Buda e nesse sentido tem atribuição de guerreiro. Protege contra os demônios e contra as doenças. É o guardião do ponto cardeal Norte.
Não deve ser confundido com o deus da guerra (Hachiman).
Ter a figura desse deus em casa, afugenta ladrões e preserva os bens das família.

## Daikokuten

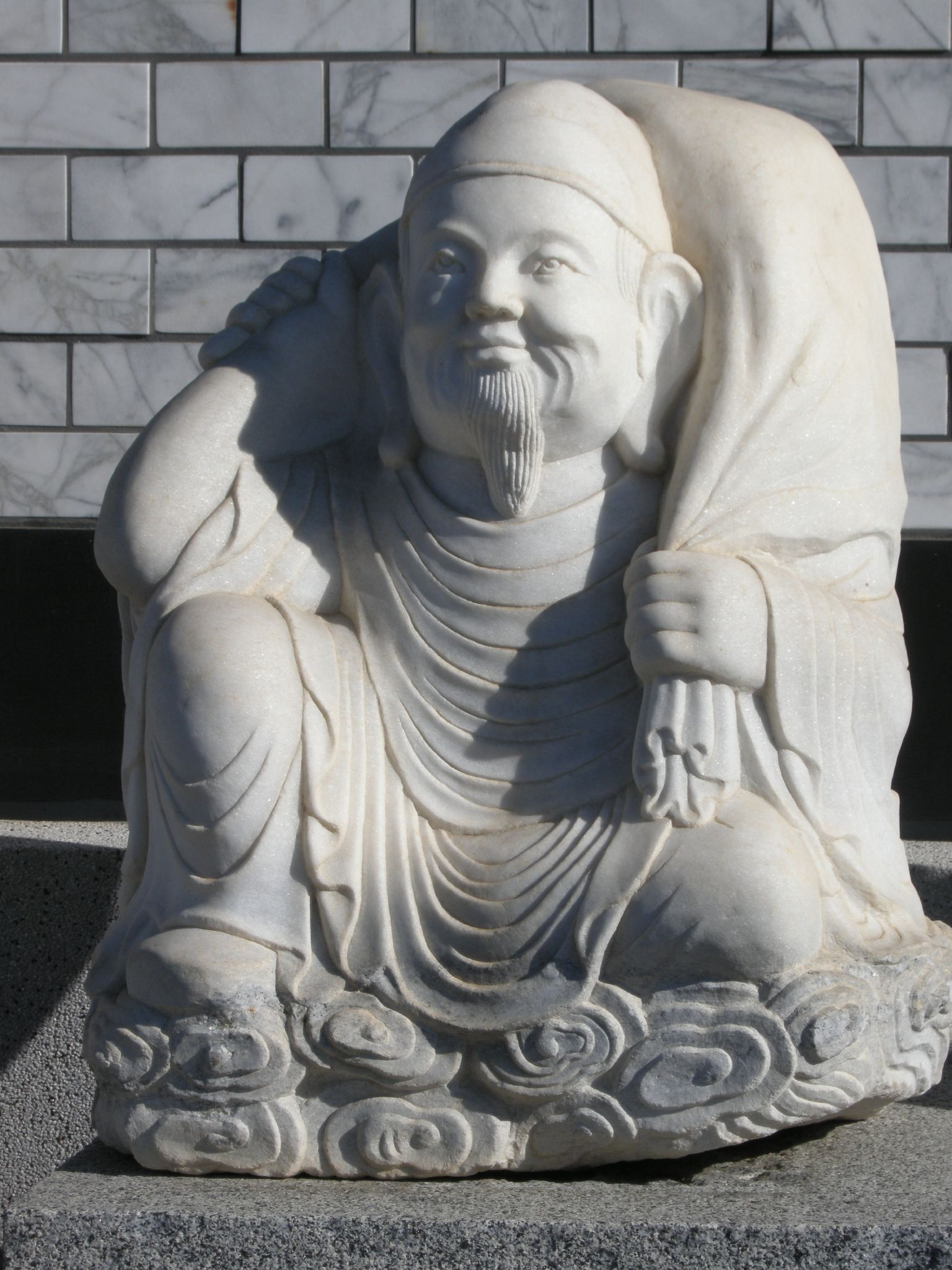
Daikoku, o deus da prosperidade e fartura

Daikoku é o mais alegre dos deuses. Sendo representado como um homem gordo que traz [[prosperidade, riqueza, fartura e da produção; sendo patrono dos fazendeiros. É muito popular entre os agricultores japoneses, pois protege as colheitas. É equivalente a Maacala, do hinduísmo, budismo e siquismo.
Aparece em pé, sobre sacos de arroz, sorrindo, e traz na mão um martelo de madeira (a cada batida faz surgir moedas de ouro). Simbolicamente a martelada representa trabalho.
A imagem de Daikoku tanto em forma de estatueta ou pintura, garante progresso profissional e enriquecimento ligado ao trabalho. É representado pelo rato.

## Ebisu
Ebisu é o deus da sinceridade. Representa honestidade e trabalho. Ele é o protetor dos pescadores, navegantes, comerciantes e da saúde das crianças.
Geralmente é representado na figura do pescador, pois sempre está com a cumbuca e uma vara de pescar.
Dizem que Ebisu não dá o peixe, mas ensina pescar.
Ter sua figura em casa ou no estabelecimento comercial garante sucesso nos negócios.

## Jurojin
Jurojin é o deus da felicidade, da longevidade e da boa sorte.  Diz a lenda que esse deus foi um sábio chinês. Ele é o Deus da sabedoria e é comumente apresentado como um homem velho com um chapéu com uma longa barba branca segurando um cajado.
Ele é muitas vezes confundida com Fukurokuju, já que ambos são apresentados de uma forma muito semelhante.
Às vezes Jurojin é representado com um pote de saquê e só permite que a morte se aproxime quando a pessoa esta preparada para evoluir espiritualmente.
Apreciar uma pintura de Jurojin diariamente traz sabedoria e longa vida.  A virtude que ele representa é a Alegria.

## Hotei

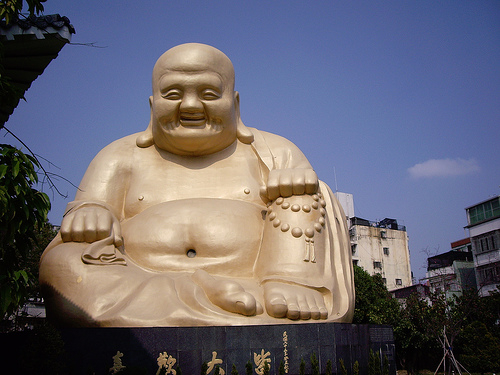
Imagem de Hotei no templo taiwanês, Bao Jue

Hotei é o senhor da magnanimidade, da generosidade humana. Vive rindo, sempre de bom humor, e por isso mesmo, traz saúde e felicidade, pois está sempre satisfeito com o que tem.
Dizem que Hotei tem recurso interior para todos que queiram atingir a serenidade completa e sabedoria búdica.
Geralmente é representado com uma enorme barriga e roupa caindo pelos ombros. Seu abdômen avantajado não simboliza a gula, pelo contrário, é símbolo da satisfação.
Hotei, conhecido como o "Buda gordo", é na verdade a representação de um monge chinês frequentemente encontrado em templos, restaurantes e amuletos. No folclore da China, ele acabou sendo associado a Maitreya. Para os japoneses, o "hara" (ventre) representa o coração e personalidade, portanto seu vasto "hara", representa grandiosidade de espírito.
No Ocidente ele é muitas vezes erroneamente visto como uma representação do Buda Sidarta Gautama. Segundo a crença popular, apreciar uma pintura ou ter uma estatueta de Hotei espanta as preocupações.

## Fukurokuju

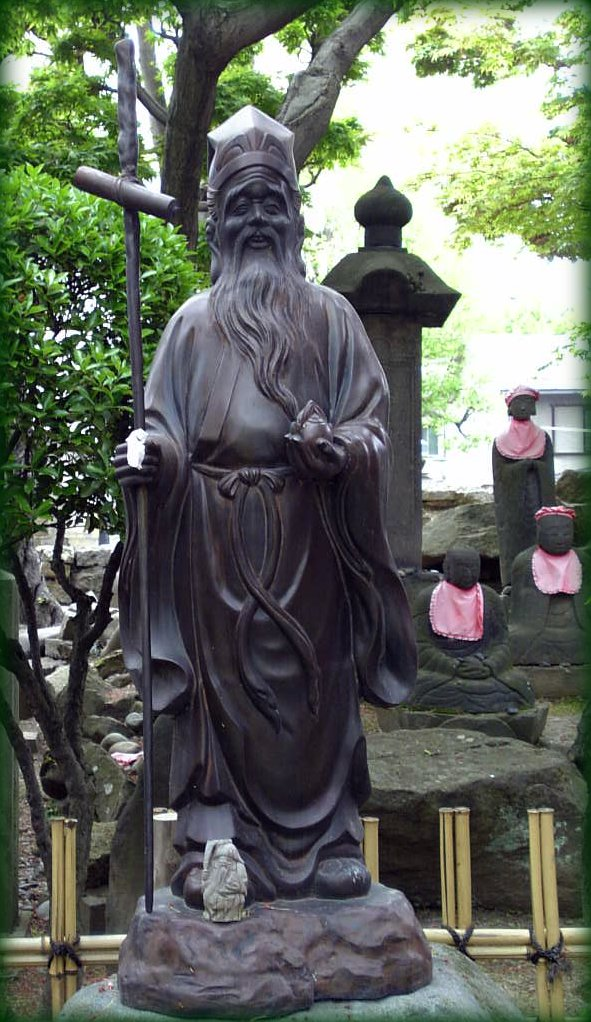
Imagem de Jurojin em Zenkoji

Fukurokuju é o deus da longevidade e da sabedoria. Seu nome é composto pelos ideogramas fuku (felicidade, sorte), roku (riqueza) e ju (vida longa).
É mostrado com uma testa muito elevada.  Ele é representado com uma longa barba branca, trazendo na mão um cetro (saku) sagrado ou um bastão onde esta pendurado um pergaminho (makimono) contendo as escritas da sabedoria mundial. É também considerado um deus da ecologia, porque geralmente é retratado junto de uma garça tipo grou (tsuru), uma tartaruga ou um veado. Esses animais são na verdade símbolos de longa vida.
Existe a crença que quem ganhar uma estatueta ou pintura de Fukurokuju tende a ficar popular e garante longevidade. Passar a mão na careca dele, melhora sua inteligência.